# Bendžamin Spok
Bendžamin Spok (engl. Benjamin McLane Spock) (2. maj 1903 — 15. mart 1998) je bio američki pedijatar i levičarski politički aktivista čija knjiga Nega beba i dece (1946) je jedna od najprodavanijih knjiga dvadesetog veka, koja je prodata u preko 50 miliona primeraka do vremena njegove smrti, i prevedena na 39 jezika. Prodaja je dostigla nivo od 500,000 kopija za šest meseci nakon inicijalnog objavljivanja 1946. Pretpostavka knjige je da majke „znaju (o bebama) više nego što misle da znaju.” Spokovi saveti i preporuke o roditeljstvu revolucionisali su roditeljsko vaspitanje u Sjedinjenim Državama, i on se smatra jednim od najpoznatijih i najuticajnijih Amerikanaca 20. veka.
Spok je bio prvi pedijatar koji je proučavao psihoanalizu kako bi pokušao da razume potrebe dece i porodičnu dinamiku. Njegove ideje o brizi o deci uticale su na nekoliko generacija roditelja da budu fleksibilniji i ljubazniji prema svojoj deci i da ih tretiraju kao osobe. Međutim, njegove teorije su takođe bile široko kritikovane od strane kolega zbog toga što se previše oslanjaju na anegdotske dokaze, a ne na ozbiljna akademska istraživanja. Nakon što je prošao kroz samoopisanu „konverziju u socijalizam“, Spok je postao aktivista u pokretima Nove levice i protiv Vijetnamskog rata tokom 1960-ih i ranih 1970-ih, što je kulminiralo njegovom trkom za predsednika Sjedinjenih Država kao kandidat Narodne stranke 1972. Vodio je kampanju za maksimalnu platu, legalizovani abortus i povlačenje trupa iz svih stranih zemalja. U to vreme, njegove knjige su kritikovali konzervativci zbog propagiranja permisivnosti i očekivanja trenutnog zadovoljelja, optužba koju je Spok negirao.
Spok je takođe osvojio zlatnu olimpijsku medalju u veslanju 1924. dok je pohađao Univerzitet Jejl.

## Biografija
Rođen je kao najstarije od šestoro dece, pa mu je veoma rano pripala dužnost da menja pelene, čuva, hrani i pere svoju braću i sestre. Otac mu je bio istaknuti advokat, koji je vredno radio i u porodici postavio visoke standarde. Bendžamin je usvojio ove standarde, upisao prvo Filips akademiju u Masačusetsu, zatim Jejl gde je studirao književnost i istoriju.
Dve godine je na Jelu pohađao studije medicine, odakle se prebacio na Koledž Univerziteta Kolumbija, za lekare i hirurge. Diplomirao je kao najbolji u klasi.
Za vreme specijalizacije, Spok je došao do zaključka da se lekar i pacijent često ne razumeju dovoljno. Stoga je narednih šest godina posvetio izučavanju psihoanalize. Bio je prvi pedijatar koji se studirao psihoanalizu da bi razumeo potrebe dece.
Bio je aktivista Nove levice i borac protiv rata u Vijetnamu.
Bio je vrstan sportista. Njegova veslačka ekipa - osmerac je 1924. godine osvojila zlatnu medalju na olimpijskim igrama.

## Pedijatrija
U posleratnoj Americi, Spok se trudio da dokaže da su roditelji u stvari pravi eksperti u poznavanju svoje dece i da treba više da se oslanjaju na svoje osećaje. Što je više razgovarao sa roditeljima i proučavao psihološki i emotivni aspekt odrastanja, to je ubeđeniji bio da su metode kojima se lekar u odnosu sa pacijentom koristio, bile naopake.
Do tada je važilo pravilo da će odojče biti razmaženo ako se uzme u naručje kad plače. Spok je insistirao da će se time samo osnažiti njegov osećaj voljenosti i prihvatanja što će mu dati dobru osnovu za dalji život. Umesto da roditeljima preporučuje striktna pravila, molio ih je da budu dosetljivi, kreativni i uvide i neguju individualnost svoje dece. Dojenje na zahtev, uživanje oba roditelja u čarima roditeljstva, milovanje i maženje dece; samo su neki od stavova koje je čitavog života predlagao svojim pacijentima.

## Knjige
Godine 1946. Spok je objavio svoju knjigu Zdravorazumska knjiga o nezi beba i dece, koja je postala bestseler. Njegova poruka roditeljima je da „znate više nego što mislite da znate.” Do 1998. godine prodana je u više od 50 milijuna primeraka i preveden je na 42 jezika.
Prema Njujork Tajmsu, Nega beba i djece bila je, u prve 52 godine, druga najprodavanija knjiga, odmah iza Biblije. Prema drugim izvorima, bila je među najprodavanijima, iako ne i druga najprodavanija.
U sedmom izdanju Nega beba i dece, objavljenom nekoliko nedelja nakon njegove smrti, Spok se zalagao za smelu promenu u ishrani dece, preporučujući da sva deca pređu na vegansku ishranu posle 2 godine. Sam Spok je 1991. godine prešao na ishranu koja sadrži samo biljke, nakon niza bolesti koje su ga učinile slabim i nesposobnim da hoda bez pomoći. Nakon promene u ishrani, izgubio je 50 funti, povratio sposobnost hodanja i postao zdraviji u celini. U revidiranom izdanju navodi se da će deca na ishrani koja sadrži samo biljne materijale imati manji rizik od razvoja srčanih bolesti, gojaznosti, visokog krvnog pritiska, dijabetesa i određenih karcinoma povezanih sa ishranom. Istraživanja sugerišu da su vegeterijanska deca mršavija, a poznato je da su odrasli vegetarijanci u manjem riziku od takvih bolesti. Međutim, Spokove preporuke su kritikovane kao neodgovorne prema zdravlju dece i sposobnosti dece da održe normalan rast, koji su potpomognuti mineralima kao što su kalcijum, riboflavin, vitamin D, gvožđe, cink i ponekad protein.
Spokov pristup ishrani dece kritikovao je veliki broj stručnjaka, uključujući i njegovog koautora, bostonskog pedijatra dr Stivena J. Parkera, kao previše ekstreman i da će verovatno dovesti do nutritivnih nedostataka ukoliko nije veoma pažljivo isplaniran i sproveden, nešto što bi bilo teško ostvarivo za zaposlene roditelje. Dr T. Beri Brazelton, pedijatar u gradskoj bolnici u Bostonu koji se specijalizovao za ponašanje dece i koji je takođe bio dugogodišnji obožavalac i prijatelj dr Spoka, nazvao je nove preporuke o ishrani „apsolutno ludim“. Dr Nil Barnard, predsednik Lekara za odgovornu medicinu, organizacije u Vašingtonu koja se zalaže za strogu vegetarijansku ishranu za sve, priznao je da je sastavio odeljak o ishrani u Spokovom izdanju Nege beba i dece iz 1998. godine, ali da ga je dr Spok uredio da bi mu dao „njegov lični dodir”. Priznato je da je Spok u poslednjim godinama života imao moždane udare, napade upale pluća i srčani udar.

## Literatura
- Bloom, Lynn Z. Doctor Spock: Biography of a Conservative Radical. The Bobbs-Merrill Company, Indianapolis: 1972.
- Maier, Thomas. Doctor Spock: An American Life. Harcourt Brace, New York: 1998.
- Interview in The Libertarian Forum, December 1972. The Libertarian is largely favorable to Spock's views as being pro-libertarian.
- Brody, Jane. “Personal Health; Feeding Children off the Spock Menu.” The New York Times, 30 June 1998.
- "Dr. Spock's Children." The New York Times, 17 March 1998.
- Hidalgo, Louise. "Dr. Spock's Baby and Child Care at 65." BBC World Service, 23 August 2011.
- Holt, Luther Emmett. The Care and Feeding of Children: A Catechism for the Use of Mothers and Children’s Nurses. New York: D. Appleton & Co., 1894.
- International Encyclopedia of the Social Sciences, 2nd ed., s.v. "Spock, Benjamin 1903–1998." Detroit: MacMillan Reference USA, 2008. pp. 61–63.
- Maier, Thomas. Dr. Spock: An American Life. New York: Basic Books, 2003.
- Spock, Benjamin. The Common Sense Book of Baby and Child Care.. New York: Duell, Sloan, and Pearce, 1946.
- Spock, Benjamin. "How My Ideas Have Changed." Redbook, October 1963.
- Spock, Benjamin, and Morgan, Mary. Spock on Spock: A Memoir of Growing Up with the Century. New York: Pantheon Books, 1989.
- United States. Children's Bureau. "Infant Care," Infant Care, Washington, DC, no. 8.
- Watson, John B. Psychological Care of Infant and Child.. New York: W. W. Norton & Co., 1928.
- Zimmermann, Gereon. "A Visit with Dr. Spock." Look, 21 July 1959.
- Bovbjerg, Marit L. (2011). „Rethinking Dr. Spock”. American Journal of Public Health. 101 (10): 1812; author reply 1812—3. PMC 3222341 . PMID 21852654. doi:10.2105/AJPH.2011.300336.
- Gilbert, Ruth; Salanti, Georgia; Harden, Melissa; See, Sarah (2005). „Infant sleeping position and the sudden infant death syndrome: systematic review of observational studies and historical review of recommendations from 1940 to 2002”. International Journal of Epidemiology. 34 (4): 874—887. PMID 15843394. doi:10.1093/ije/dyi088 .

## Spoljašnje veze
- Bendžamin Spok na sajtu  (jezik: engleski)
- Benjamin Spock Papers at Syracuse University
- Photos of the 1st edition of The Common Sense Book of Baby and Child Care
- Details surrounding the 1968 case
- Photographic portrait taken in old age
- A film clip "The Open Mind - American Values and the College Generation (1974)" is available at the Internet Archive
- Audio: Benjamin Spock speech at UC Berkeley Vietnam Teach-In, 1965 (in RealAudio and via UC Berkeley Media Resources Center)